# Cornelii Lentuli
Die Lentulier (lateinisch Cornelii Lentuli bzw. kurz Lentuli) mit dem Nomen Cornelius Lentulus (weibliche Form: Cornelia Lentula), bestehend aus dem Gentilnamen Cornelius und dem Beinamen (Cognomen) Lentulus, waren ein wichtiger Zweig (lateinisch stirps) des römischen patrizischen Geschlechts (lateinisch gens) der Cornelier. Der Name Lentulus ist vermutlich etruskischen Ursprungs. In der Kaiserzeit belebten die Lentulier auch das Cognomen Scipio der ebenfalls cornelischen Familie der Scipionen wieder, die zuvor in den Lentuliern aufgegangen war.

## Familienmitglieder
Zur Familie gehören:
- Lucius Cornelius Lentulus, Konsul 327 v. Chr.
- Servius Cornelius Lentulus, Konsul 303 v. Chr.
- Lucius Cornelius Lentulus Caudinus, Konsul 275 v. Chr.
- Lucius Cornelius Lentulus Caudinus, Konsul 237 v. Chr.
- Publius Cornelius Lentulus Caudinus, Konsul 236 v. Chr.
- Publius Cornelius Lentulus, Prätor 214 v. Chr.
- Publius Cornelius Lentulus Caudinus, Prätor 203 v. Chr.
- Gnaeus Cornelius Lentulus, Konsul 201 v. Chr.
- Lucius Cornelius Lentulus, Konsul 199 v. Chr.
- Servius Cornelius Lentulus, Prätor 169 v. Chr.
- Lucius Cornelius Lentulus, Bote der Siegesnachricht von Pydna
- Publius Cornelius Lentulus, Suffektkonsul 162 v. Chr.
- Lucius Cornelius Lentulus Lupus, Konsul 156 v. Chr.
- Gnaeus Cornelius Lentulus, Konsul 146 v. Chr.
- Cornelius Lentulus, Prätor um 137 v. Chr.
- Lucius Cornelius Lentulus, Konsul 130 v. Chr.
- Gnaeus Cornelius Lentulus, Konsul 97 v. Chr.
- Lucius Cornelius Lentulus, Prokonsul der Provinz Asia 82 v. Chr.
- Gnaeus Cornelius Lentulus Batiatus, Besitzer einer Gladiatorenschule (Spartakusaufstand)
- Gnaeus Cornelius Lentulus Clodianus, Konsul 72 v. Chr.
- Publius Cornelius Lentulus Sura, Konsul 71 v. Chr.
- Lucius Cornelius Lentulus Niger, Prätor wohl 61 v. Chr.
- Gnaeus Cornelius Lentulus Clodianus, Prätor 59 v. Chr.
- Publius Cornelius Lentulus Spinther, Konsul 57 v. Chr.
- Gnaeus Cornelius Lentulus Marcellinus, Konsul 56 v. Chr.
- Lucius Cornelius Lentulus Crus, Konsul 49 v. Chr.
- Publius Cornelius Lentulus Spinther, Caesargegner
- Gnaeus Cornelius Lentulus, Konsul 18 v. Chr.
- Publius Cornelius Lentulus Marcellinus, Konsul 18 v. Chr.
- Gnaeus Cornelius Lentulus Augur, Konsul 14 v. Chr.
- Lucius Cornelius Lentulus, Konsul 3 v. Chr.
- Cossus Cornelius Lentulus, Konsul 1 v. Chr.
- Publius Cornelius Lentulus Scipio, Suffektkonsul 2 n. Chr.
- Servius Cornelius Lentulus Maluginensis, Suffektkonsul 10 n. Chr.
- Publius Cornelius Lentulus Scipio, Suffektkonsul 24 n. Chr.
- Cossus Cornelius Lentulus, Konsul 25 n. Chr.
- Gnaeus Cornelius Lentulus Gaetulicus, Konsul 26 n. Chr.
- Publius Cornelius Lentulus, Suffektkonsul 27 n. Chr.
- Gnaeus Cornelius Lentulus Gaetulicus, Suffektkonsul 55 n. Chr.
- Cossus Cornelius Lentulus, Konsul 60 n. Chr.